# オラデル (ニュージャージー州)
オラデル（Oradell）は、アメリカ合衆国ニュージャージー州のバーゲン郡にある町（ボロ）。人口は8,244人（2020年）。ニューヨーク・マンハッタンの西25キロメートルに位置する。ハッケンサック川にオラデル貯水池がある。
2020年アメリカ合衆国国勢調査によれば、オラデル町の平均世帯年収は19万6023ドルでニュージャージー州内上位に入る。

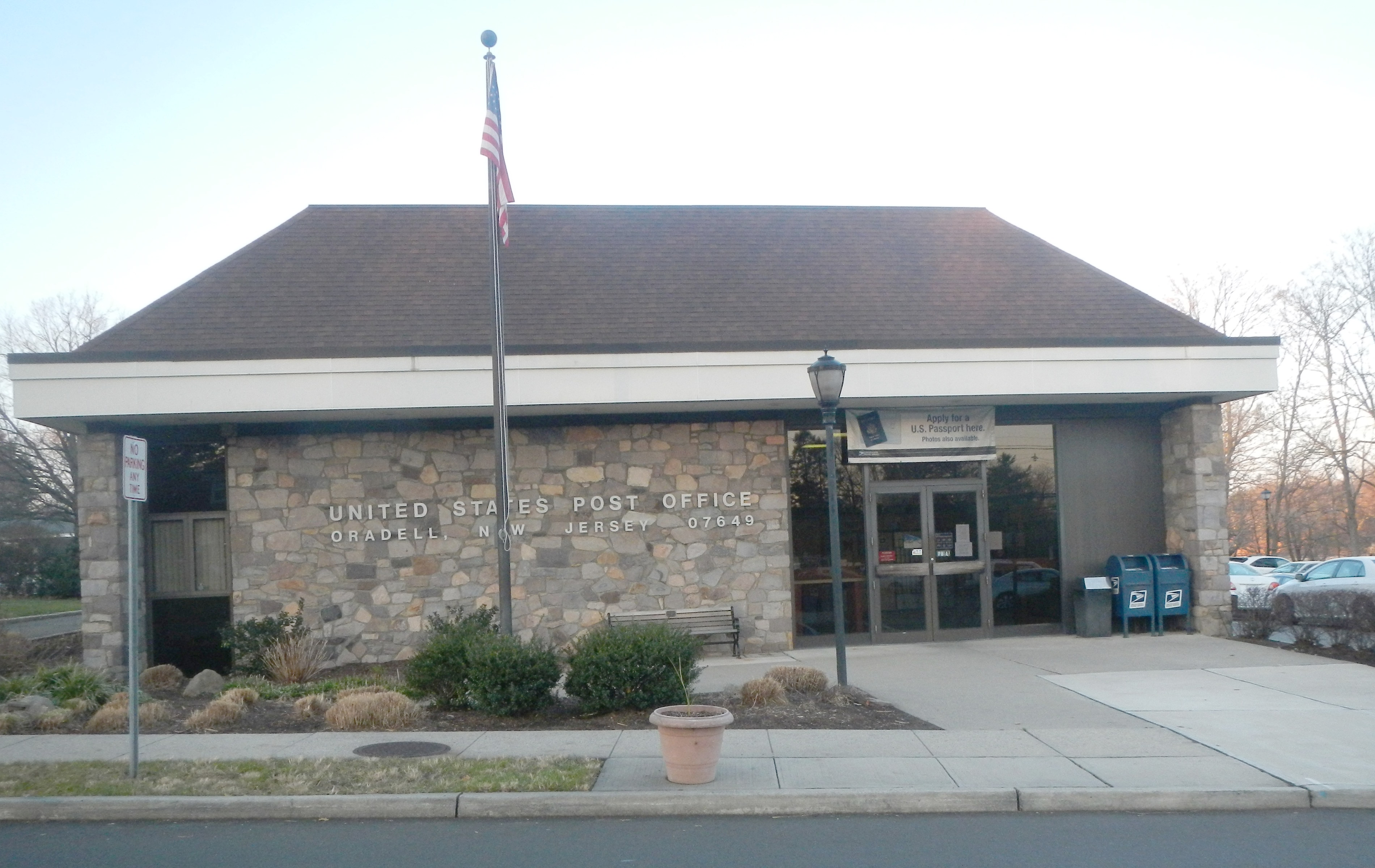
オラデル郵便局

## 交通

### 鉄道
ニュージャージー・トランジットのパスカック・バレー線の駅、オラデル駅がある。

### バス
ニュージャージー・トランジットのバスがマンハッタンのポート・オーソリティ・バスターミナルまでの路線を運行している。
ロックランド・コーチのバスもポート・オーソリティ・バスターミナルまでの路線を運行している。